# Soraluze
Soraluze en basque (prononcer « Choraloussé ») ou Placencia de las Armas en espagnol est une commune du Guipuscoa dans la communauté autonome du Pays basque en Espagne.
La ville de Soraluze-Placencia des Armas a été liée depuis sa fondation à la fabrication d'armes de tout type. Lors de sa fondation, en 1343, il reçoit le nom de Placencia de Soraluze auquel au XVe siècle, on ajoute des armes en référence à sa principale industrie. On a installé dans cette ville la Real Fábrica de Cañones (fabrique royale de canons) qui cessera de fonctionner vers le milieu du XXe siècle.

## Toponyme
La ville a été fondée en 1343 par le roi Alphonse XI sous le nom de Placencia. Le nom Placencia est commun, sous des manières semblables, à d'autres fondations de villes médiévales précédentes comme Plasencia, Piacenza ou Plencia. On considère que ce toponyme dérive de l'expression ut placeat (pour faire plaisir ou remercier), expression avec laquelle le roi ou le seigneur de turno justifie la concession du "villazgo" à une localité. Ainsi, par exemple la devise de la Plasencia d'Estrémadure est ut placeat Deo et hominibus (pour satisfaire Dieu et les hommes).

## Le toponyme basque, Soraluze
Soraluce (avec l'actuelle graphie basque s'écrit Soraluze) paraît être le nom précédent du lieu où on fonda ville. Le roi a ordonné aux "moradores d'Herlaegia" et de Soraluze de peupler la ville récemment créée de Placencia. Quand en 1397 les représentants de la ville iront aux premières Juntes générales du Guipuscoa ils verront figurer dans les actes de cette dernière sous la dénomination de Placencia de Soraluce.
En basque, soro signifie champ ou jardin et luze long raison pour laquelle le toponyme semblerait être champ ou jardin long. Placencia de Soraluce a été installée en outre dans un lieu étroit et encaissé de la vallée du rio Deba, qui se marie assez bien avec le nom.

## Des armes
Au XVIe siècle se développe l'industrie de l'armement à Placencia, de telle sorte que la ville a cessé d'être connue comme Placencia Soraluce ou de Placencia seul et soit connue comme Placencia des Armas. Jusqu'à la dernière partie du XXe siècle l'industrie de l'armement a été la base de l'économie de la localité et actuellement la ville garde ce nom, fruit de son activité économique historique.

## La dénomination coloquiale et officielle
En basque la ville est connue sous différents noms, Plaentzia, Plazentzia, Plaentxi et Plaentxia. Outre ces dénominations traditionnelles on a trouvé la dénomination historique de Soraluze. Au moment d'officialiser le nom basque de la localité on a finalement imposé Soraluze, face à l'originale Placencia. Jusqu'en 2005 l'Académie de la langue basque (Euskaltzaindia en basque) a admis Plaentzia comme synonyme de Soraluze.
Depuis 1988 la dénomination officielle de la commune est Soraluze-Placencia des Armas. Bien qu'on considère une dénomination bilingue, Soraluze, nom basque, et Placencia les Armas, en Espagnol. D'autres l'utilisent comme un nom composé et unique.
Le gentilé en Espagnol est placentino / placentina. En basque il est soraluzetarra ou plaentxiarra.

## Situation et accès
La ville de Placencia des Armas est situé dans le cours moyen de la rivière Deba, juste avant son principal affluent, la rivière Ego dans le quartier de Maltzaga d'Eibar, croisement historique d'importantes routes. La vallée du Deba, du point de vue population, est étroite, ce qui a fortement influencé le développement urbain de cette dernière.
Dans le nord-ouest de la province du Gipuzkoa et dans la partie centrale de la comarque du Debabarrena, du temps de la fondation de la ville, au XIVe siècle, elle était connue comme Marquina de Yuso.
Soraluze est limité, au nord par Elgoibar, au sud par Bergara, à l'est par Elgoibar et à l'ouest par Eibar.

## Communication

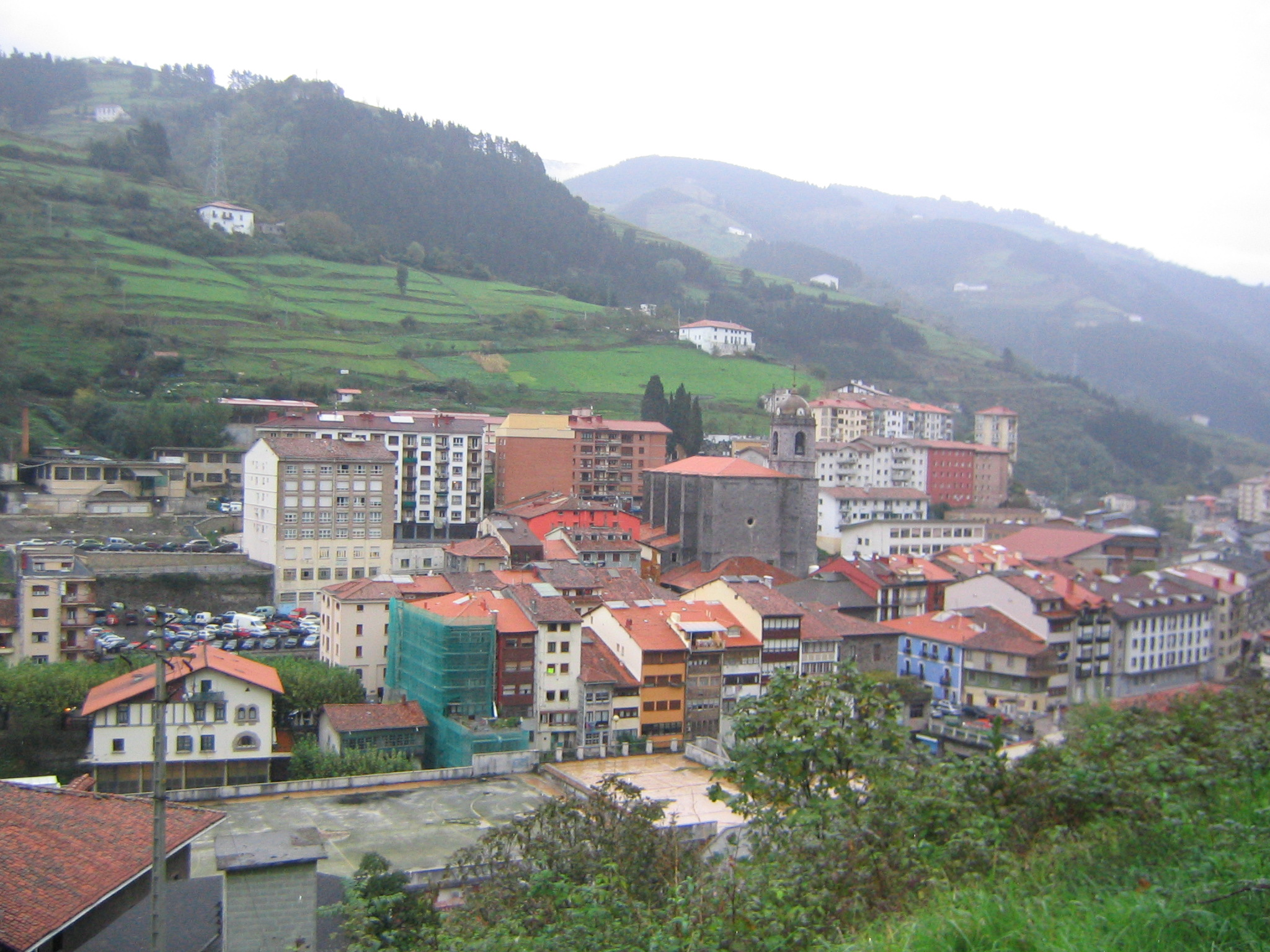
Vue de Placencia de las Armas - Soraluze dans le Guipuscoa, Pays Basque, Espagne.

Les communications sont centrées sur la route GI-627 qui parcourt toute la vallée du Deba et relie le plateau alavais. Parallèles à cette route, l'autoroute AP-1 qui à Maltzaga, près du noyau urbain, est unie à l'AP-8, Bilbao - Béhobie, qui relie les capitales Guipuscoane, Saint-Sébastien et Biscayenne, Bilbao et de la tête régionale, Eibar dont elle est distante de 10 km. L'AP-1 relie Vitoria, est distante de 50 km de Maltzaga qui est aussi relié à la route nationale N-634 qui effectue le même parcours que l'AP-8.
Vers le milieu du XXe siècle ils ont démonté le chemin de fer qui parcourait la vallée du Deba qui reliait Zumarraga et Vitoria-Gasteiz. Dans la première décennie du XXIe siècle, il y a un projet de réouverture de cette ligne, dans son parcours par Deba, reconverti en tramway. Pour l'utilisation du chemin de fer, les habitants doivent se déplacer aux villages voisin d'Eibar ou Elgoibar. Les autres moyens de transports sont accessibles depuis les capitales.
La route de la vallée du Deba a été la principale route de communication de la corniche cantabrique avec le plateau. Elle est restée en activité jusqu'à la construction de la route N-I.

## Histoire

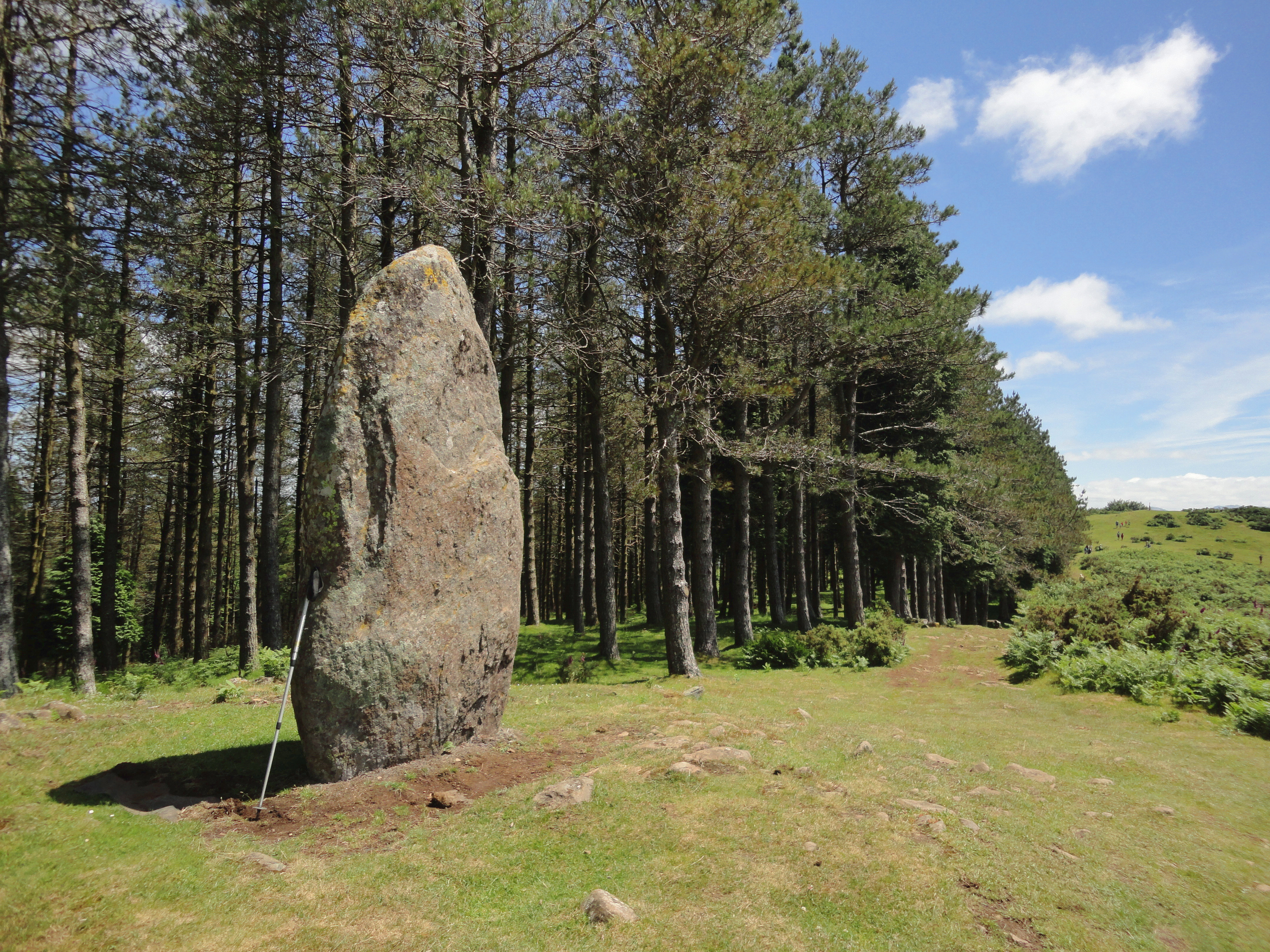
Le menhir d'Arribirilleta, situé à quelques kilomètres de Soraluze.

Les gisements préhistoriques du site mégalithique de Placencia-Elosua qui couvre la cordillère entre Karakate et Irukurutzeta, anciennement appelé Mazelaegi témoignent de présence humaine dans les terres de la commune de Soraluze. On peut dater ces gisements — plusieurs tumuli et dolmens — de trois millénaires avant l'ère chrétienne.
La vallée du Deba a été territoire des caristes à l'arrivée des Romains dans la péninsule (le basque parlé dans ce lieu est la variante biscayene qui coïncide, approximativement, avec l'occupation territoriale des Caristes). Les Romains englobèrent le Debabarrena dans le conventus de Clunia. Cette structure politique a subsisté à travers l'histoire jusqu'aux modifications introduites par les Wisigoths, où tout le secteur a reçu le nom de Région cantabrique, et l'industrie d'armement Placentina celui de Reales Fábricas de Armas de Région cantabria.
La situation des comarques du Deba comme limite territoriale avec la seigneurie de Biscaye a donné le nom de Marquina à la zone en faisant référence à la marque qu'exerçait la zone. Le territoire qui comprenait les actuelles communes de Placencia et d'Elgoibar était connue comme Marquina de Yuso tandis que la vallée de l'Ego comme Marquina de Suso.
Ce territoire a été assigné pendant un certain temps à la comarque du Durangaldea qui appartenait au royaume de Pamplune-Nájera (celui qui sera postérieurement le royaume de Navarre), comme témoigne un document de 1053 :
omite Munio Sançis in Turankoregnante rege Garsea in Pampilona et in Najera et in Alaba et in Castella Vetula…
Dans les divers conflits territoriaux entre les royaumes de Navarre et de Castille en 1779 fut établi un traité de paix dans lequel est incluse la zone de Markina de la vallée du Debabarrena dans le Durangaldea, qui dit ceci :
Insuper ego idem Adefonsus, rex Castelle, quitavi vobis Sancio, regi Navarre, el successoribus vestris, Alavam in perpetuum pro vestro regno, scilicet de Ichiar et de Durango, intus existentibus...
En 1200, le roi castillan Alphonse VIII acquiert le contrôle du Durangaldea et intègre cette partie au Guipuscoa, tandis que le reste est cédé au Seigneur de Biscaye cadeau de Diego López de Haro. La vallée du Deba est dominée par les seigneurs locaux comme les Zunzueta Eibar, Olaso d'Elgoibar ou de Guevara d'Oñati.
Les références sur l'existence d'une église et un noyau démographique à son alentour, qui aurait été une « anteiglesia », remontent à 1200 et on en retrouve en 1263 et 1297.

## La villa
Le 15 octobre 1343, à Algésiras, le roi Alphonse XI accorde la Carta Puebla (cartulaire ?) et fonde la villa de Placencia de Soraluce à laquelle il assigne la juridiction de Logroño. La fondation est faite sur la demande des habitants et on estime que cela a été grâce, le Beltrán medino Vélez de Guevara, qui se trouvait luttant contre les musulmans à Algésiras à l'avant des troupes composées d'habitants de ce qu'était alors anteiglesia Herlaegia et de Soraluze.
En 1397 la ville va assister à la réunion où on développera l'actuel Guipuscoa, l'église de San Salvador de Getaria; la coïncidence est que ce soit le représentant était ce dernier pour Placencia et pour Eibar. Dans cet acte on établit définitivement et de façon claire et évidente son lien politique avec le Guipuscoa, bien que l'église soit encore rattachée au Durangaldea et à Calahorra en Biscaye). Durant ces années on effectue des travaux d'importance comme la construction de l'église en pierre de taille, remplaçant la vieille construction en bois.
Bien que depuis la fondation l'activité industrielle, centrée sur les forges et sur les talents des forgerons de canons pour armes feu, ainsi que de la mono-facturation d'armes blanches ait été significative au XVe siècle on installe les ateliers, les forges, où travailleront les maîtres armuriers. La couronne, qui sera le principal client de l'industrie armurière, instaure en 1573 les premiers magasins royaux d'armes, (au moins 25 années auparavant on stockait déjà des armes pour le roi dans le même emplacement) en 1807 on a construit un nouveau magasin d'une beaucoup plus grande d'une capacité. À cette époque on change l'appellation de Soraluze par celui de las armas. L'activité armurière se centrera à la ville jusqu'à l'entrée dans le XIXe siècle, bien que dans d'autres villages de la comarque ils se consacrent aussi à cette activité.
Le calme économique que cette industrie a produit a été reflété dans la quantité de travaux d'amélioration effectués dans la ville, comme la maison consistorial, la maison palais d'Intxaurdieta, etc. L'importance de Placencia dans la production armurière est reflétée par l'exonération d'aller à la guerre les travailleurs de cette industrie et le cantonnement de troupes pour surveiller les ateliers.
Le fait que Placencia était un centre d'approvisionnement d'armes a eu des conséquences dans les différentes guerres passées (guerre de la Convention, de l'indépendance, guerres Carlistes) en étant occupé par les différentes armées en lutte et un objectif clairement militaire.
En 1804 ont commencé les travaux du nouveau magasin royal, connu comme erregetxe (« maison du roi » en basque), terminés en 1807. Après la guerre de l'indépendance il a été transformé en usine d'armes jusqu'à ce qu'en 1862, on construise une nouvelle usine, l'Euskalduna, qui disposait des installations modernes. Le calme économique dont jouissait la ville est affirmé par la croissance de sa population qui, en 1896 a dépassé les 2 000 habitants.

## La visserie
Le pseudo monopole de production armurière sera rompu avec l'apparition d'une nouvelle activité industrielle, la visserie. À la fin du XIXe siècle on crée déjà des entreprises consacrées à la visserie qui, avec la Première Guerre mondiale, acquerra une grande force en atteignant sa splendeur maximale dans la décennie des années 1960.
La compagnie Euskalduna a été transformée l'usine royale de canons qui s'appellera Sociedad Anónima Placencia des Armas et par son capital anglais le The Placencia des Armas Company Limited, se transformera en compagnie majeure de la localité en étant le centre d'une activité que dépassera largement la commune.
Au milieu du XXe siècle l'industrie armurière avait déjà cessé d'être le moteur de la ville. Il avait été remplacé par la visserie qui sera parfaitement reliée à l'activité industrielle de la comarque et croîtra au rythme de cette dernière. Comme le reste de la comarque, la population a crû avec une vitesse inhabituelle en recevant l'émigration de travailleurs d'autres Communautés d'Espagne, principalement celles de Castille et León, la Galice, Estrémadure et Andalousie. Ainsi, des 3 000 habitants qu'avait Soraluze en 1950, elle passera à 6 000 en 1975.
La crise industrielle de la fin du XXe siècle a entraîné une importante perte d'entreprises et de population pour la ville, qui perd dans les deux dernières décennies de ce siècle quelque 2 000 habitants.

## Patrimoine

### Patrimoine civil
Les monuments funéraires préhistoriques des gisements du site Megalítique Placencia-Elosua, sur les crêtes de la sierra de Mazelaegi entre Karakate et Irukurutzeta, qui forment la route appelée des dolmens, nom qui lui a donné par José Miguel de Barandiarán, est une promenade très intéressante entre les tumulus et dolmens du Chalcolithique. Comme bâtiments remarquables on peut souligner :
- Maison Consistorial : construite en 1722, est un bâtiment baroque typique. Le blason d'armes, du début du XVIIIe siècle, est l'œuvre de l'elorriano Capelastegui. À souligner, le porche aux trois arcs et la "rejería".
- Maison Ormaetxea : précédent le XVIe siècle, où il a été étendu pour devenir un couvent de religieuses, a des éléments gothiques. Il a été la résidence les Irure et la maison indigène d'Andres Ybáñez de Yrure.
- Maison tour d'Arregigaraikua : ancienne maison tour médiévale qui a été reconvertie en palais urbain. Le grand blason d'armes sur sa façade attire l'attention, correspondant aux Irure (ce qui a donné le nom de « Palacio d'Irure »).
- Maison Zupide : construite en 1601. Andres de Saloguen était alors comptable des Reales Fábricas, est un palais Renaissance qui attire l'attention par la technique utilisée pour l'adaptation au terrain.
- Maison jauregi : la seconde moitié du XVIIIe siècle est une transition entre le baroque et le neo-classicisme. Il a un blason esquinero détérioré.
- Maison Torrea : aussi appelée tour de Mendikute et Palacio de Balteguieta, est de la seconde moitié du XVIIIe siècle, débuts du neo-classicisme. Il montre un grand blason esquinero en grès, de style baroque, qui représente les armes du consort du baron d'Areizaga.

### Patrimoine religieux
- Église Paroissiale de Santa María la Real : bien qu'on ait rendu compte de son existence au XIIIe siècle, l'ouvrage actuel est de la seconde moitié du XVIe siècle. Style gothique et ajouts Renaissance. En 1632 on construit les nefs latérales, en 1686 les tours et en 1715 l'arcade supportant le chœur, baroque d'Antonio de Anguiozar. Le retable, neo-classique, est l'œuvre de Ventura Rodríguez et les travaux ont été dirigés par l'architecte Miguel Antonio de Jauregui. L'atrium est remarquable, ou le porche, de bois taillé de 1666, qu'a conçu le charpentier de Deba, le maître, Antonio de Anziondo et réalisé par Pedro de Aldazabal Madalzeta, avec des motifs Renaissance et baroques.

## Fêtes et traditions

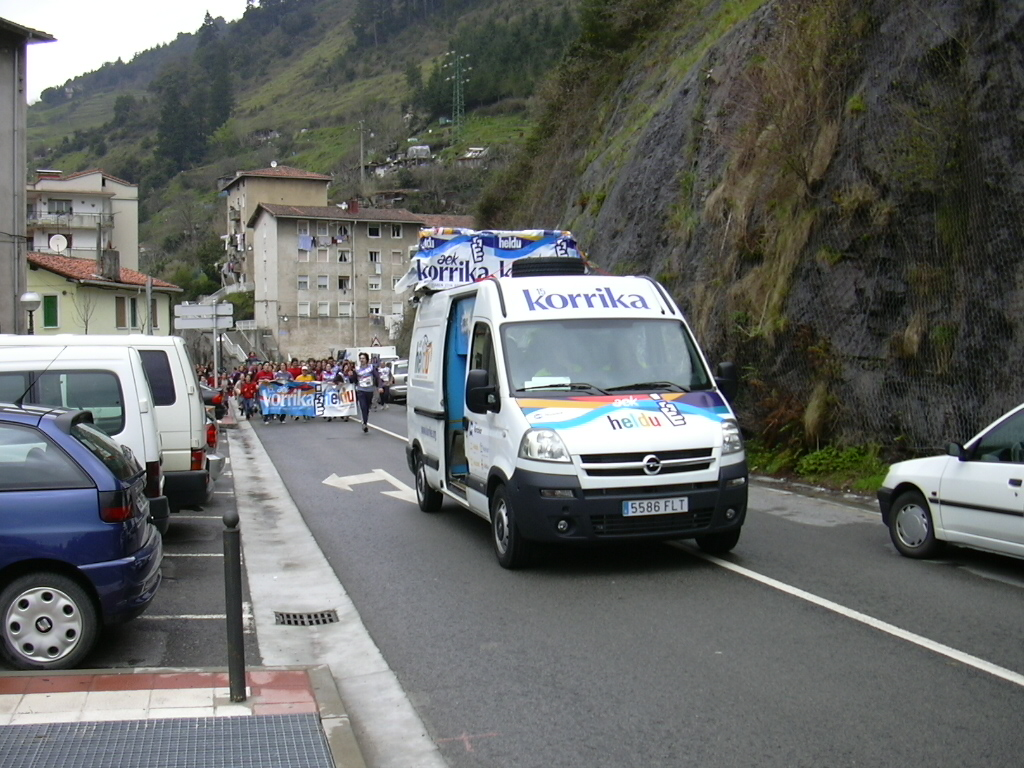
Korrika à Soraluze

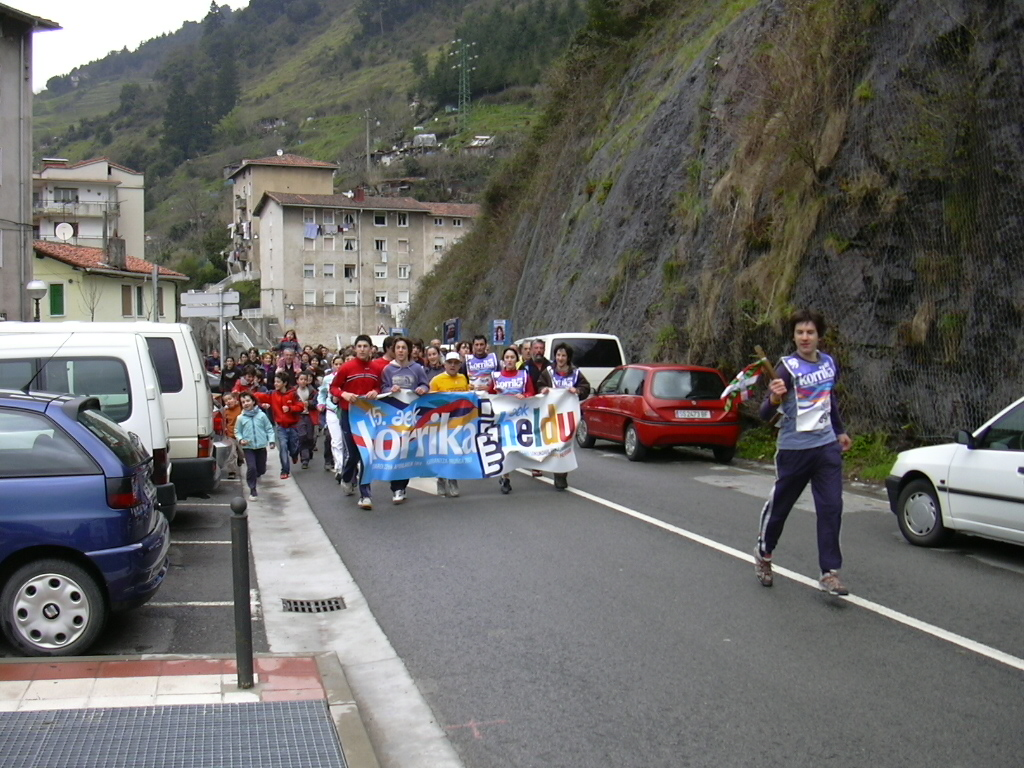
Témoin de la Korrika (course finançant les écoles en langue basque)

Placencia organise ses plus grandes festivités en l'honneur des saints patrons, à San Roque et Nuestra Señora de l'Asunción le 16 août, qui démarrent généralement le 15 jusqu'au 17.
Les festivités Santiago et de Santa Ana, les 25 et 26 juillet, qui ont commencé comme une fête de rue et sont devenues, maintenant, en fêtes de la ville.
Elle organise aussi les fêtes dans les quartiers qui sont :
- à Txurruka, San Ignacio de Loyola, le 31 juillet.
- à San Esteban (quartier d'Irure), le 3 août (se déroule généralement le premier dimanche).
- à San Andres, second dimanche de juillet.
- à San Marcial (quartier d'Irure), premier dimanche de septembre, en l'honneur à San Emeterio et San Celedonio, patrons de son ermitage.

Ont lieu ensuite d'autres festivités plus générales comme les gaztañarres ou San Blas (Saint Blaise en français).

## Culture
L'offre culturelle de la commune comprend les disciplines culturelles les plus variées, grâce, en partie, à l'appui inestimable des associations populaires de la localité, comme le sont les sociétés récréatives et gastronomiques, celles de niveau culturel, éducatif, etc. qui tout au long de l'année, et par le biais de l'organisation de multiples événements, organisent de manière substantielle la programmation culturelle de Soraluze.
En ce qui concerne l'offre culturelle directement promue par la mairie, il convient de souligner celui des concours. Ils sont au nombre de quatre :
- le concours d'histoires en basque en mai.
- le concours de peinture à l'air libre, dernier dimanche du même mois.
- le concours d'affiches, afin d'illustrer le programme des festivités de Santa Ana et Santiago.
- le concours de danse à la monnaie, dans la catégorie "enfants" et "adultes", qui a lieu dans le programme des festivités précédemment citées.

La programmation théâtrale a son point de référence en novembre, mois où a lieu le cycle de théâtre.
Les activités culturelles que la mairie parraine et aide à mener à bien sont nombreuses, dans une plus ou moins grande mesure. Parmi celles-ci il convient de souligner la vaste offre d'activités en rapport avec la musique, chorale et autres, qui est organisée de la main de la Coral Ezoziko Ama, l'Escuela de Música Soraluze et la Galtzagorri charanga. Exemple de la dite tradition musicale est la conclusion du jour de Santa Cecilia, patronne des musiciens, ou le concert choral qui est donné au début du programme des fêtes.
Souligner, de même, le festival Debajazz, organisé par l'association culturelle Errabal, et parrainé par l'Ayuntamiento. Ce festival, de niveau régional, a lieu au mois d'octobre et a pour but de favoriser et de diffuser la musique jazz.

## Autres Placencia dans le monde
- Plasencia
- Plasencia (Cáceres)
- Plasencia de Jalón
- Plasencia del Monte
- Plaisir
- Prazeres (Lisboa)
- Prazeres (Calheta)

## Personnalités liées à la commune
- Joanes de Suhigaraychipi: Corsaire. Yace dans le village.
- Aritz Laskurain: Pelotari

### Sources
- (es) Cet article est partiellement ou en totalité issu de l’article de Wikipédia en espagnol intitulé « Placencia de las Armas » (voir la liste des auteurs).